# Nieuwe Zwindijk
De Nieuwe Zwindijk is een zeewerende dijk in de Belgische gemeente Knokke-Heist en de Nederlandse gemeente Sluis.  De dijk is aangelegd in het kader van de verruiming van het Zwin, een van de afspraken in de te Middelburg  gesloten Scheldeverdragen (2005).
De Nieuwe Zwindijk is ongeveer 3,8 kilometer lang en sluit de Willem-Leopoldpolder af van de zee. Die polder, ooit ontstaan door de aanleg van de Internationale Dijk (1872), is met de verruiming van het Zwin in oppervlakte verkleind. De Internationale Dijk werd gedeeltelijk afgegraven.  Bij het Zwin Natuur Park en bij Cadzand-Bad bleven delen van de Internationale Dijk bewaard als zeewering, waar de Nieuwe Zwindijk op aan sluit. De totale lengte van de zeewerende dijk (Internationale Dijk én Nieuwe Zwindijk) rondom het Zwin is nu ongeveer 6,9 kilometer.
Met de aanleg van de Nieuwe Zwindijk werd het Zwin verruimd van 160 ha tot een grensoverschrijdend getijdengebied van 333 ha oppervlakte. De werken duurden ongeveer 3 jaar.  
In de Nieuwe Zwindijk werd ook een pompgemaal geïnstalleerd, dat moet dienen als noodpomp om in tijden van hevige regenval het omliggende gebied van de Zwinpolders te vrijwaren van wateroverlast. Het waterpeil in de polder wordt op die manier jaarrond op een streefpeil van +1,80 meter TAW gehouden.

## Zoute en zoete gracht
Bij de planopmaak voor de verruiming van het Zwin, werd gevreesd voor de toename verzilting van de rondom liggende poldergebieden.  Daarom werd rond de Nieuwe Zwindijk voorzien in de aanleg van zogenaamde 'zoute' en 'zoete' langsgrachten.  De zoute gracht moet het binnensijpelende zout water afvoeren. De zoete gracht voorziet in een bevloeiing met zoet water, dat van nature - letterlijk - het zout water onderdrukt.

## Officiële openstelling
Op 30 maart 2019 openden vertegenwoordigers van de Vlaamse overheid, provinciebestuur en gemeentebesturen van Knokke-Heist en Sluis het nieuwe fiets- en wandelpad op de nieuwe dijk. Met de aanleg van het pad is ook de verbinding tussen Zwin Natuur Park en Cadzand-Bad hersteld. Vroeger was ook een recreatief pad aanwezig aan de voet van de Internationale Dijk. Het nieuwe pad biedt zowel zicht op het Zwin als op het achterliggende polderlandschap.